# Nowy Dwór Prudnicki
Nowy Dwór Prudnicki est une localité polonaise de la gmina et du powiat de Krapkowice en voïvodie d'Opole.

## Histoire
De 1743 à 1945, Neuhof fait partie de l'arrondissement de Neustadt-en-Haute-Silésie dans la district d'Oppeln au sein de la province de Silésie.